# グレンイーグルス・ホテル
グレンイーグルス・ホテル（Gleneagles Hotel）は、スコットランドのパース・アンド・キンロスのアウキテラーダーにあるホテル・ゴルフ場。

## 概要
1924年にカレドニア鉄道の駅跡地にあったもので、現在はディアジオが所有している。2005年には主要国首脳会議が行われた他、2014年には第40回ライダーカップが開催された。2019年にはソルハイムカップの開催が予定されている。